# Eugène Ehrhart
Eugène Ehrhart (* 29. April 1906 in Gebweiler; † 17. Januar 2000 in Straßburg) war ein französischer (elsässischer) Mathematiker.
Ehrhart besuchte die Schule in seinem Heimatort Guebwiller (Gebweiler) zur selben Zeit wie der vier Jahre ältere spätere Nobelpreisträger Alfred Kastler. 1925/26 besuchte er das Lycée Kléber in Straßburg und studierte anschließend von 1925 bis 1930 in Straßburg, um Mathematiklehrer zu werden. Nach zweijährigem Wehrdienst wurde er 1932 Lehrer am Lcée Pincaré in Nancy, war ab 1934 Lehrer in Toul, 1936 am Lycée Faidherbe in Lille und von 1940 bis 1945 in Metz. 1940 heiratete er. 1948 erhielt in einem Wettbewerb die Agrégation als Lehrer. Von 1945 bis 1968 war er Lehrer an seiner alten Schule, dem Lycée Kléber in Straßburg, wo er fortgeschrittene Klassen zur Vorbereitung auf die Militärakademie St. Cyr unterrichtete. Daneben unterrichtete er von 1961 bis 1968 an der Wirtschaftsfakultät der Universität Straßburg und forschte ab 1963 für das CNRS im Rahmen seiner Dissertation, mit der er 1966 promoviert wurde (Sur un problème de géométrie diophantienne linéaire). Von 1968 bis zum Ruhestand 1971 unterrichtete er an der Militärschule in Straßburg, was ihm Zeit für die Forschung ermöglichte.
Er befasste sich mit Geometrie (unter anderem Eikörper), Kombinatorik und Zahlentheorie (Diophantische Gleichungen). Seine erste Veröffentlichung erschien 1947. Bekannt ist er für die nach ihm benannten Ehrhart-Polynome aus der Geometrie von Polyedern mit ganzzahligen Gitterkoordinaten der Ecken (mit Anwendungen in der Zahlentheorie). Er führte sie 1962 ein. Sei {\displaystyle P} ein {\displaystyle d}-dimensionales Polytop und {\displaystyle tP} das Polytop, das man aus diesem durch Multiplikation aller Eckkoordinaten mit dem Faktor {\displaystyle t} erhält. Weiter sei {\displaystyle L(P,t)} (das Ehrhart-Polynom) die Anzahl der Gitterpunkte in {\displaystyle tP}. Ehrhart zeigte, dass {\displaystyle L(P,t)=L_{d}(P)t^{d}+L_{d-1}(P)t^{d-1}+\cdots +L_{0}(P)} ein Polynom vom Grad {\displaystyle d} in {\displaystyle t} mit rationalen Koeffizienten {\displaystyle L_{i}(P)} ist. Beim {\displaystyle d}-dimensionalen Hyperkubus {\displaystyle P} ist zum Beispiel {\displaystyle L(P,t)={(t+1)}^{d}}. Die Koeffizienten lassen sich für geschlossene konvexe Polygone geometrisch interpretieren.
1959 erhielt er für seine Arbeiten in Geometrie einen Preis der Académie des sciences und 1974 den zweiten Preis der Académie des sciences für seine Arbeit über diophantische Gleichungen. 1970 wurde er Mitglied der Ehrenlegion und 1978 Kommandeur der Palmes Académiques.

## Schriften
- Polynômes arithmétiques et méthode des polyèdres en combinatoire, Strasbourg, Institut de Recherche Mathématique Avancée, 1975, 2. Auflage Birkhäuser 1977 (International Series of Numerical Mathematics 35).
- Articles de mathématiques, Activités dans la mathématique, Cedic/Nathan, Paris, 1985.